# Hestinalis melanoides
Hestinalis melanoides är en fjärilsart som beskrevs av Chun 1929. Hestinalis melanoides ingår i släktet Hestinalis och familjen praktfjärilar. Inga underarter finns listade i Catalogue of Life.